# شهرستان ایدا-ویرو
شهرستان ایدا-ویرو (به استونیایی: Hiiu maakond) یکی از شهرستان‌های کشور استونی است.
این شهرستان در سال ۲۰۱۱ میلادی ۱۶۷٬۵۴۲ نفر جمعیت داشته‌است و مرکز آن شهر یووی است.

## نگارخانه

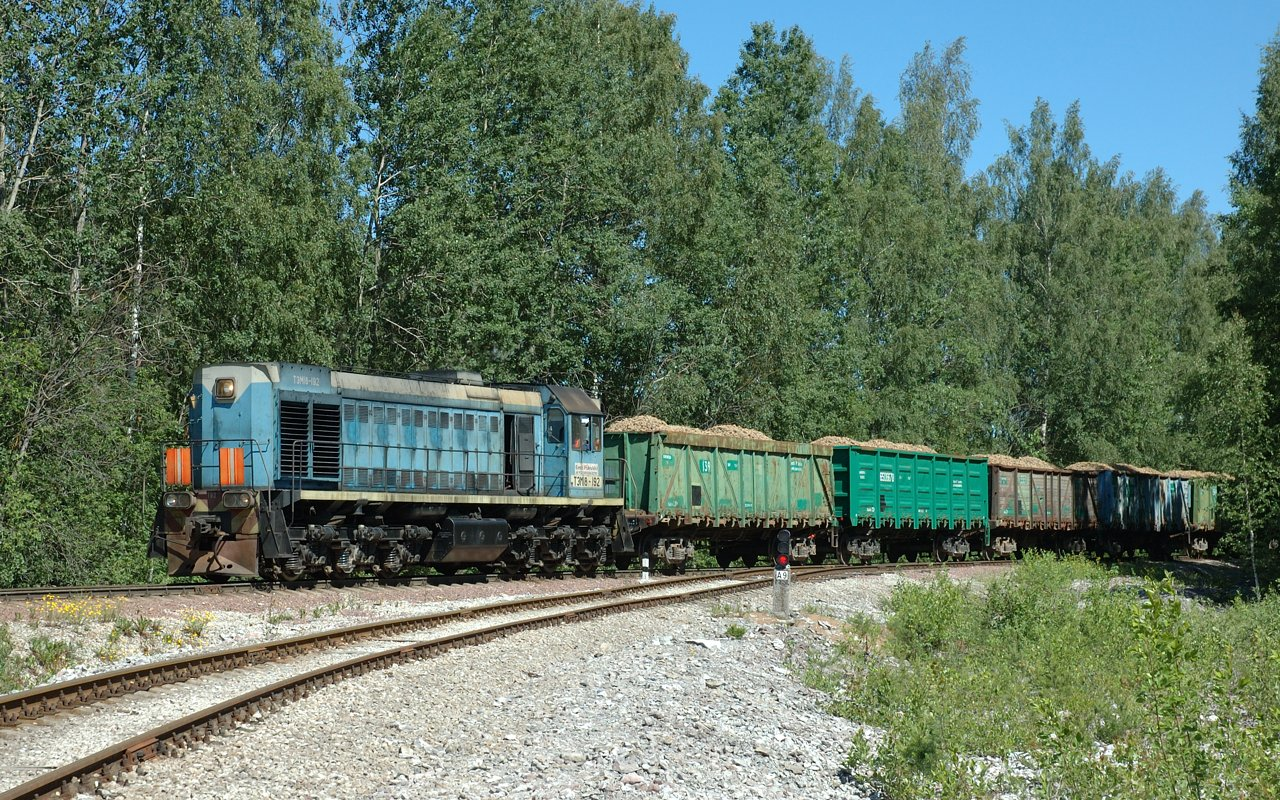
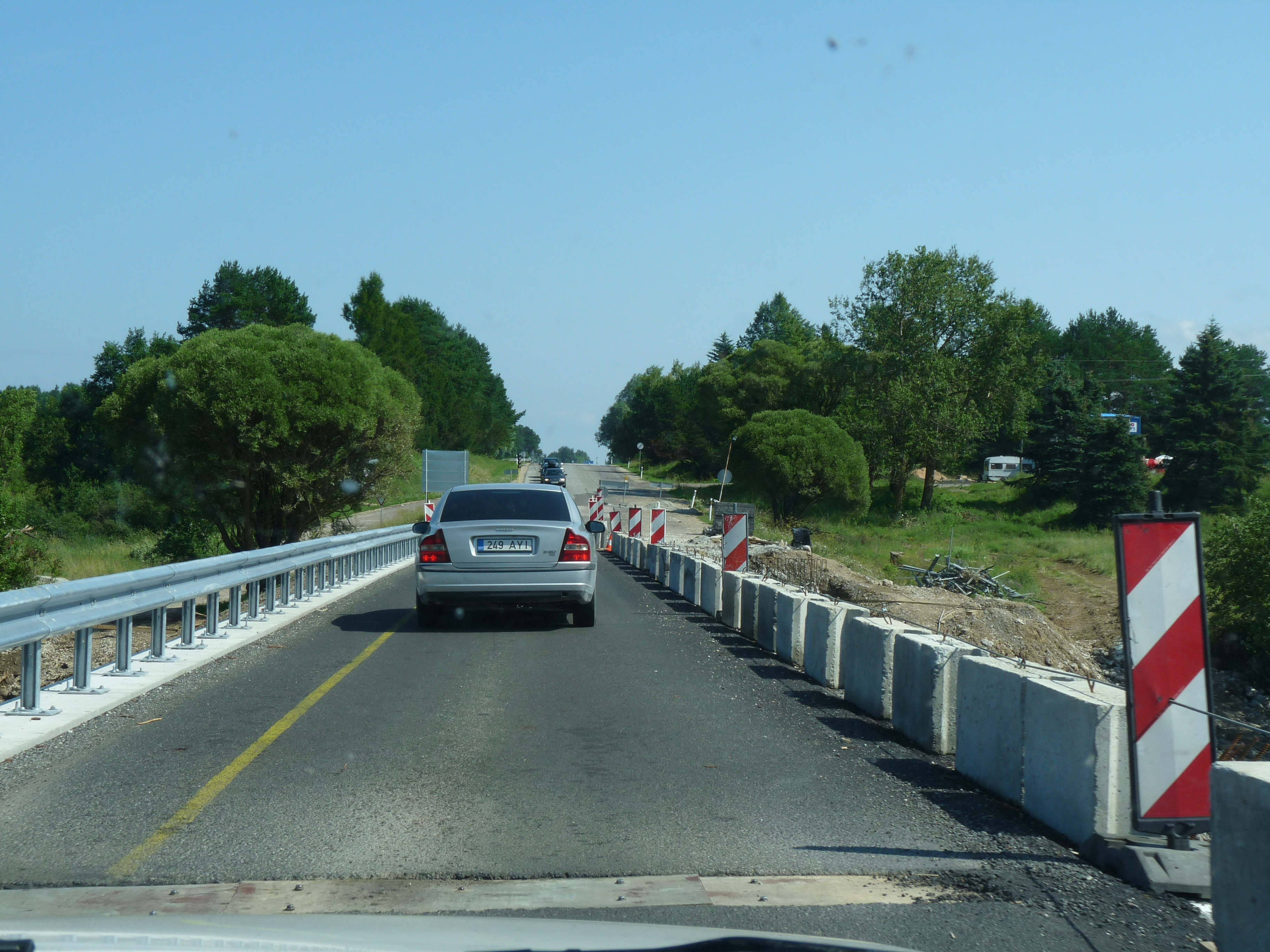
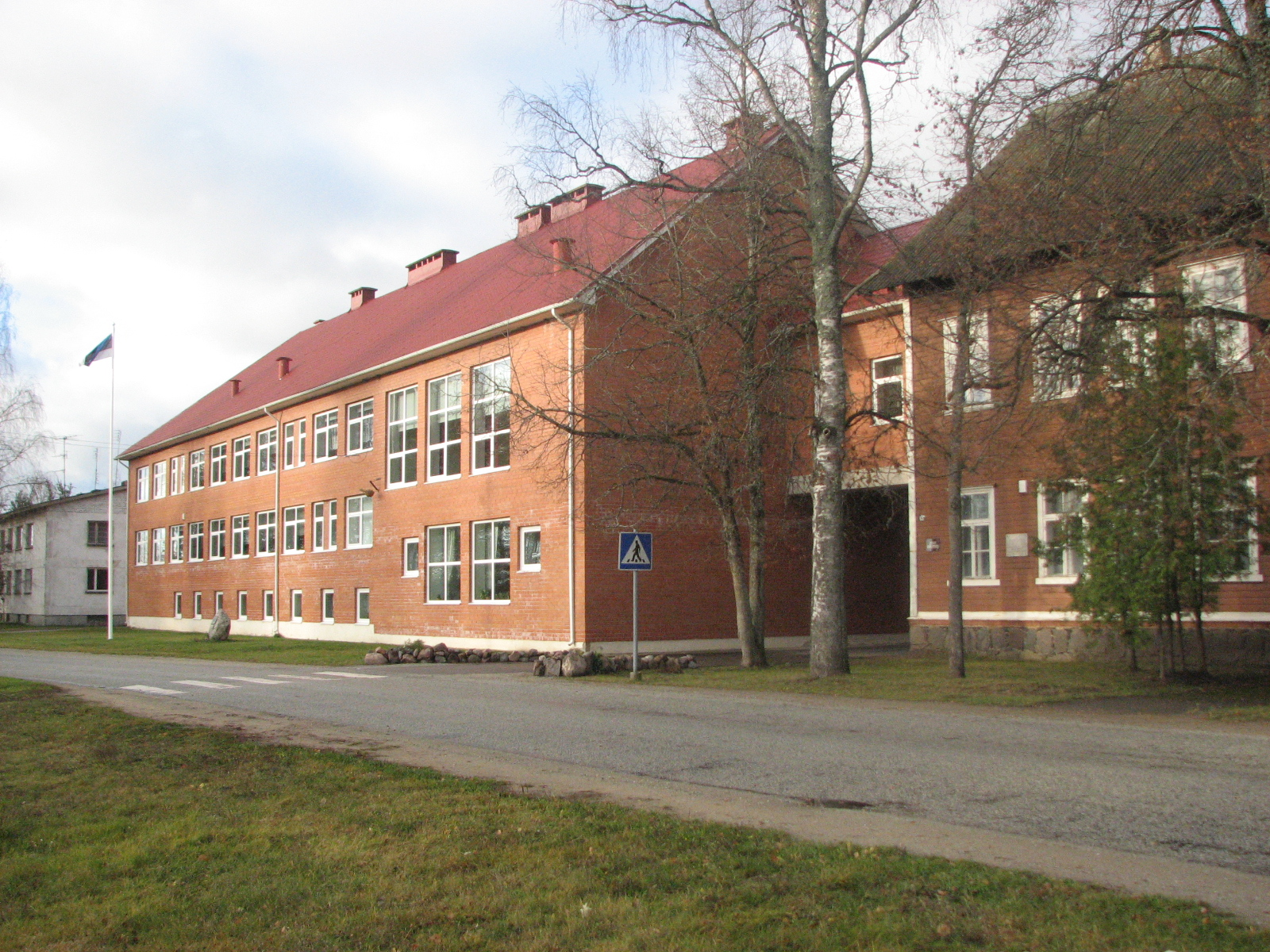
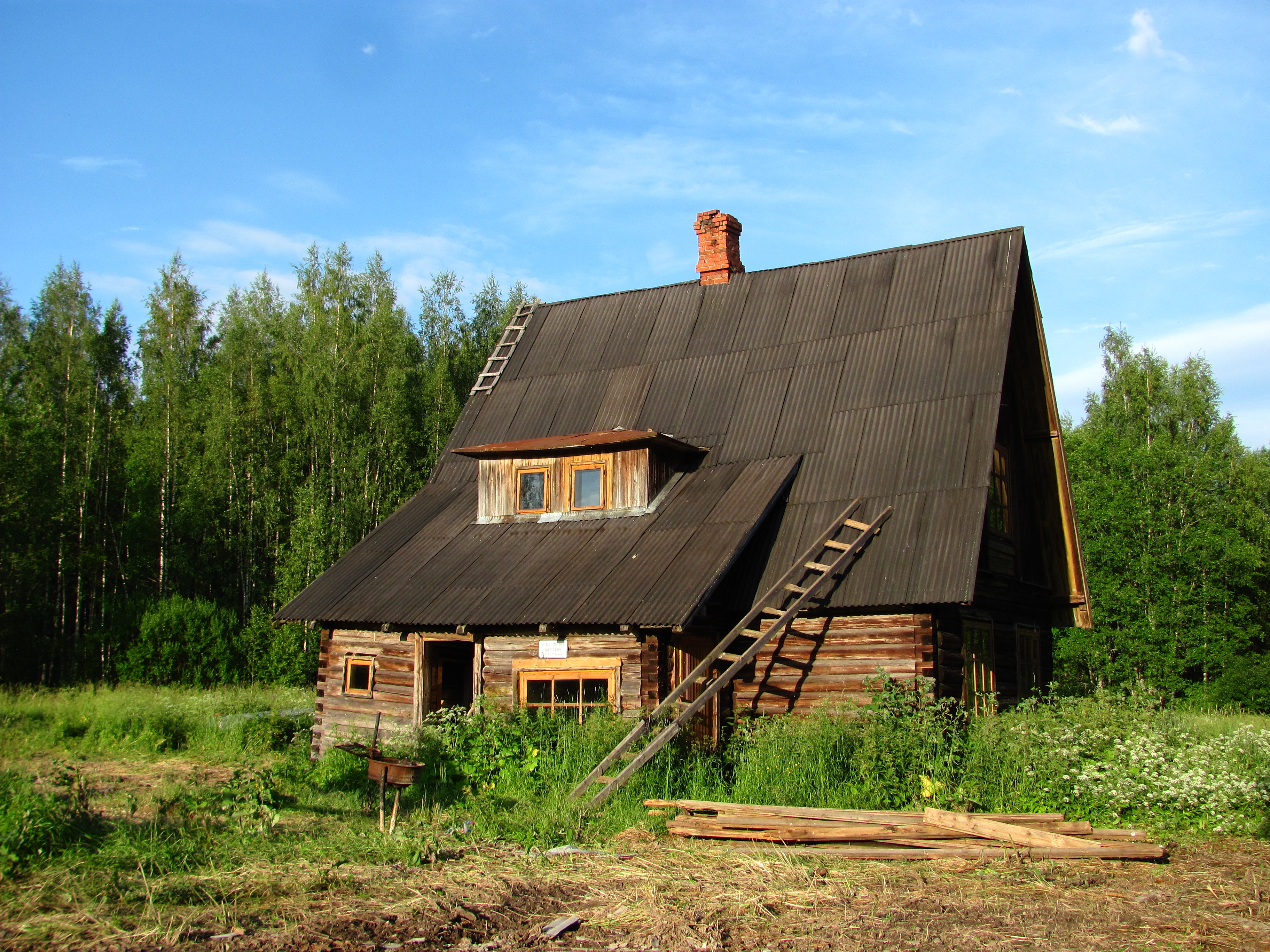
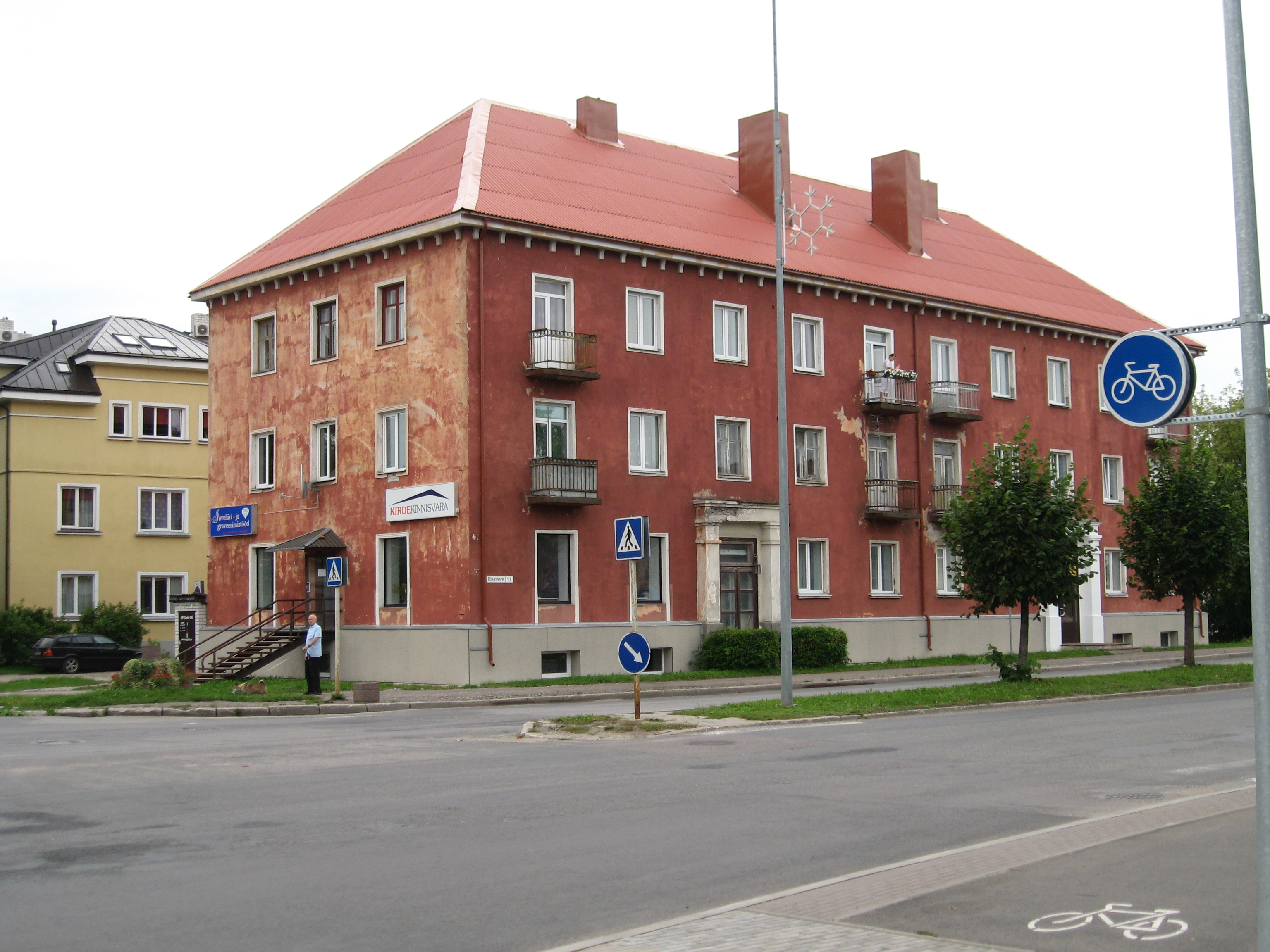
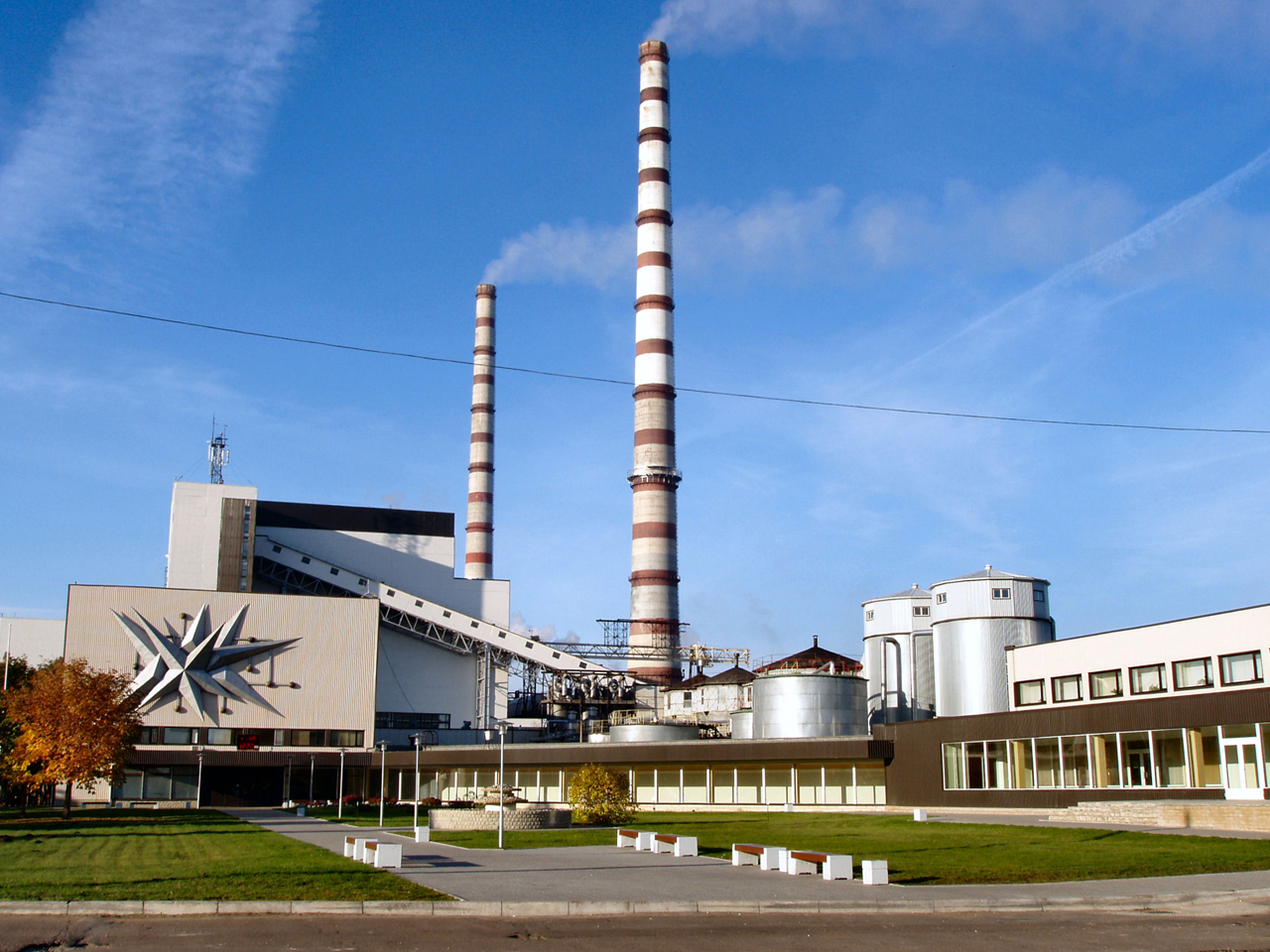
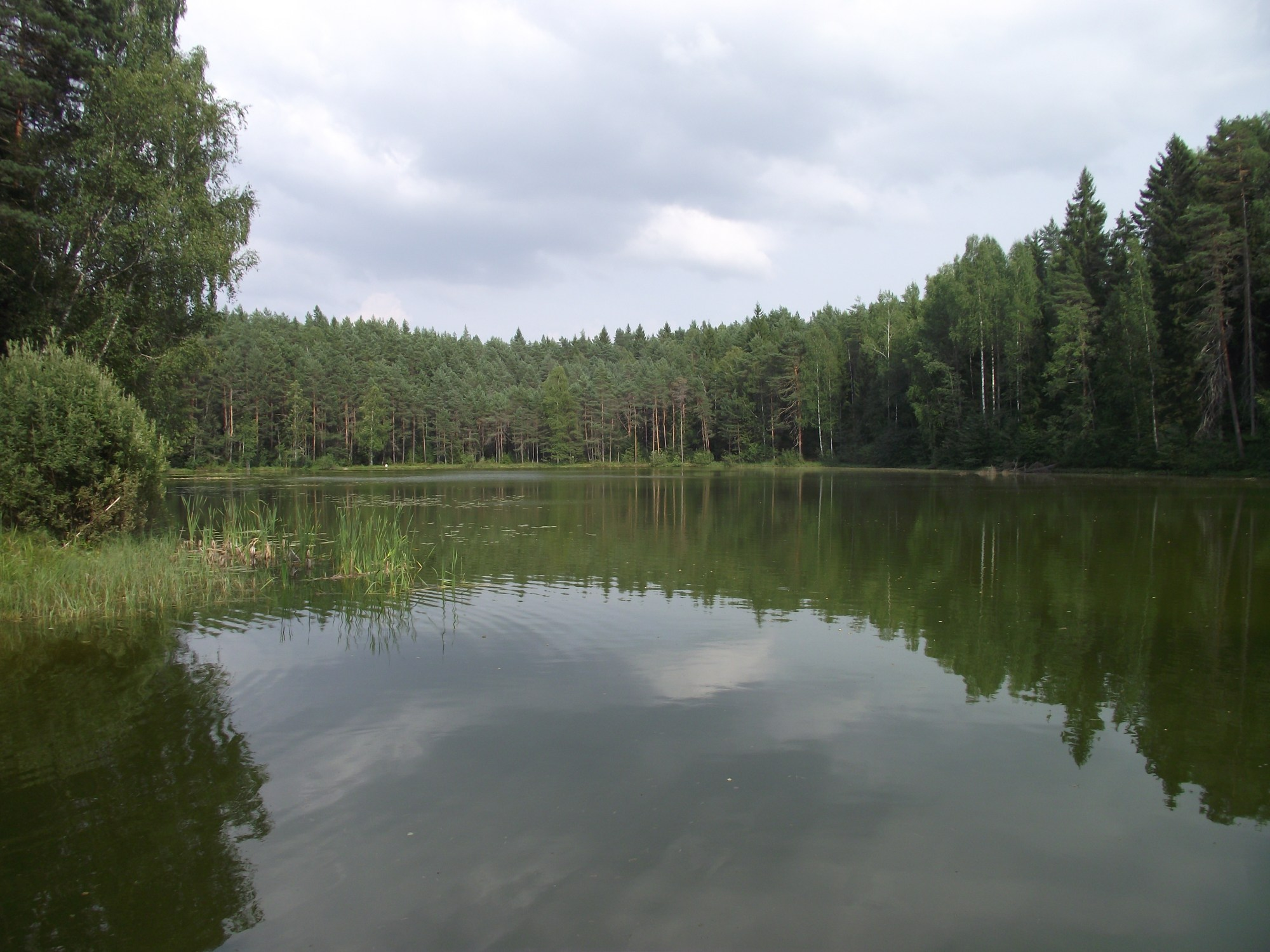
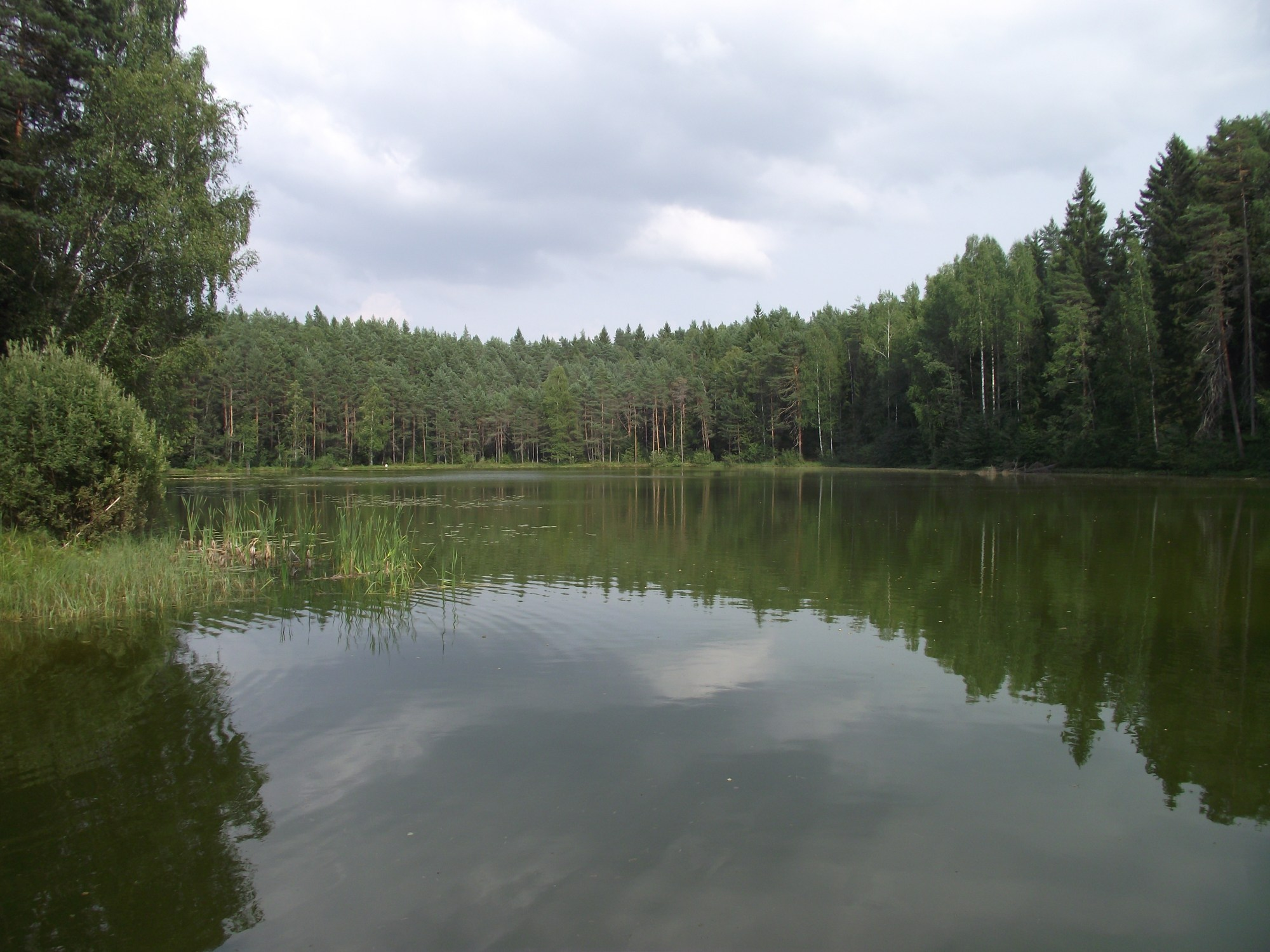

## شهرها

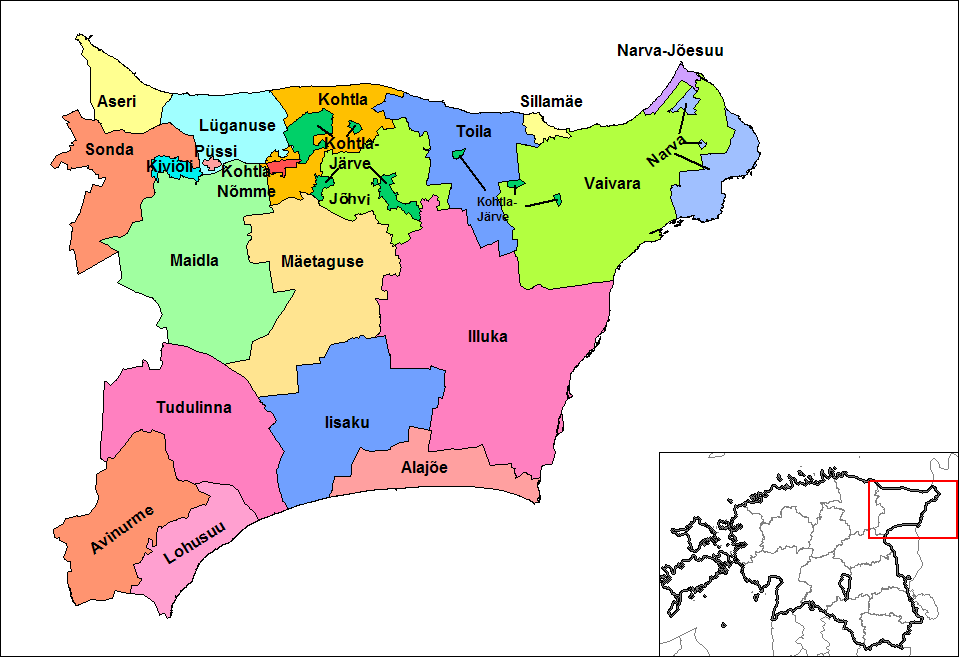
مناطق شهری

- کیویولی
- کوتلا-یاروه
- ناروا
- ناروا-جوئسو
- سیلامائه

## شهرداری‌ها
| رتبه | شهرداری          | نوع     | جمعیت (۲۰۱۸) | مساحت km2 | تراکم   |
| ---- | ---------------- | ------- | ------------ | --------- | ------- |
| ۱    | Alutaguse Parish | روستایی | ۴٬۹۲۹        | ۱٬۴۶۵     | ۳٫۴     |
| ۲    | دهستان یووی      | روستایی | ۱۱٬۶۴۵       | ۱۲۴       | ۹۳٫۹    |
| ۳    | کوتلا-یاروه      | شهری    | ۳۵٬۳۹۵       | ۳۹        | ۹۰۷٫۶   |
| ۴    | پریش لوگانوسه    | روستایی | ۸٬۹۴۲        | ۵۹۹       | ۱۴٫۹    |
| ۵    | ناروا            | شهری    | ۵۸٬۶۱۰       | ۸۵        | ۶۸۹٫۵   |
| ۶    | ناروا-جوئسو      | شهری    | ۴٬۸۲۸        | ۴۱۱       | ۱۱٫۷    |
| ۷    | سیلامائه         | شهری    | ۱۳٬۴۰۶       | ۱۱        | ۱٬۲۱۸٫۷ |
| ۸    | پریش تویلا       | روستایی | ۴٬۸۰۷        | ۲۶۶       | ۱۸٫۱    |